# دفترنامه مندوزا

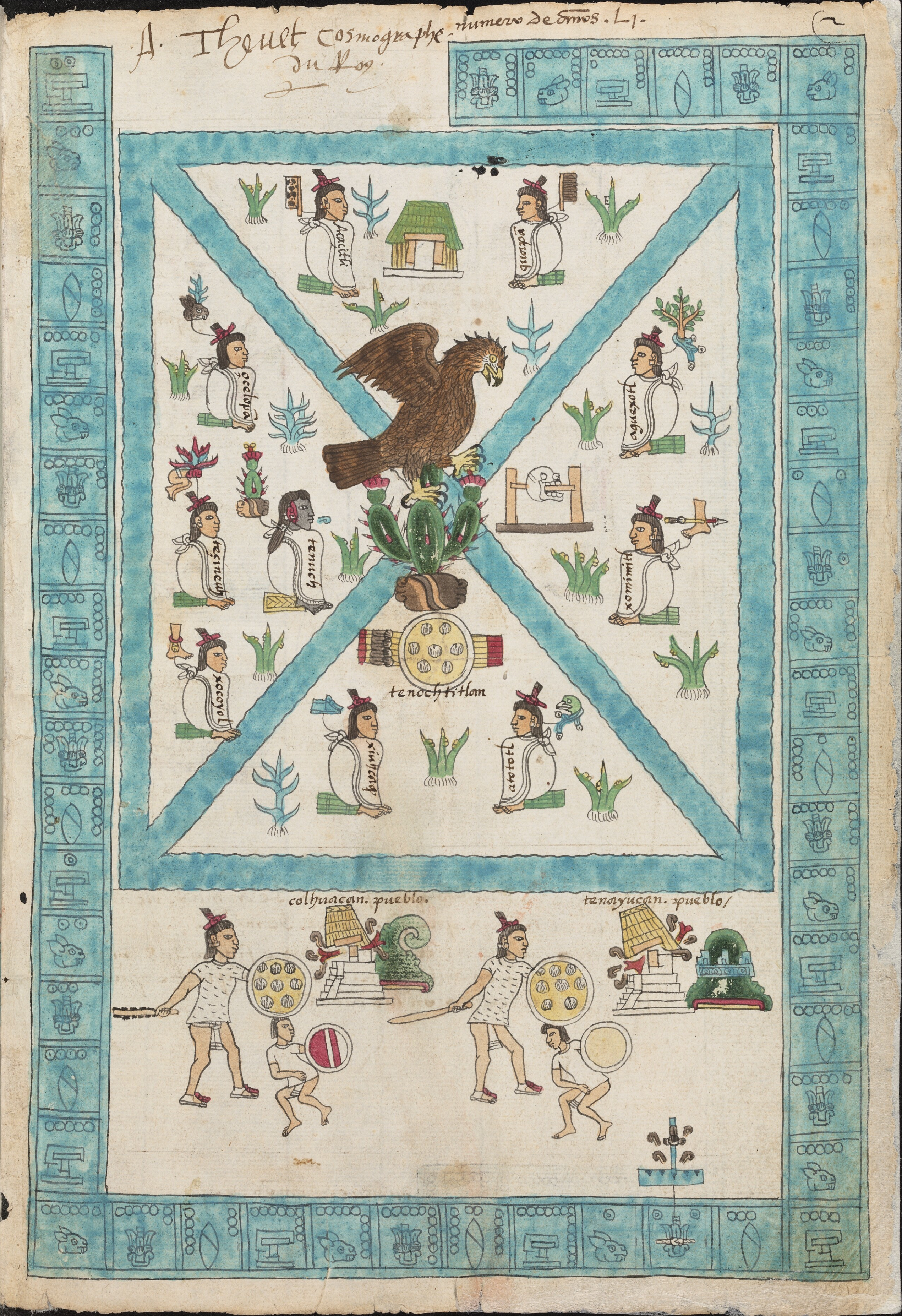
بخشی از دفترنامه مندوزا مشهور به کودکس مندوزا

دفترنامه مندوزا (انگلیسی: Codex Mendoza) دفترنامه‌ای است بازمانده از مجموعه دفترنامه‌های آزتک و مرتبط با تمدن آزتک که گمان می‌رود در حدود سال ۱۵۴۱ نوشته شده است. این همان تاریخ حساسی است که شامل شرح‌حال حاکمان آزتک و فتوحات ایشان و همچنین شرح زندگی روزمره تا پیش از فتح جامعهٔ آزتک است